# 石璧
石璧，字仲玉，福建福州府長樂县人，明朝政治人物。

## 生平
成化七年（1471年），福建辛卯乡试中舉。成化二十年（1484年）甲辰科進士，官至琼州府知府。